# Steinar Pettersen
Steinar Pettersen (født 29. april 1945 i Drammen, Norge) er en norsk tidligere fodboldspiller (angriber) og -træner. Han blev topscorer i Tippeligaen i 1970. Han både spillede for og trænede Strømsgodset fra sin fødeby, og blev norsk mester med klubben i 1970, samme år som han vandt topscorertitlen. Han opnåede desuden syv kampe for Norges landshold.

## Titler
Tippeligaen
- 1970 med Strømsgodset

Norsk pokal
- 1969, 1970 og 1973 med Strømsgodset